# Louis de Montecler
 (mars 2017).
Louis de Montecler, seigneur de Courcelles, né vers 1535-1540 et mort vers 1600 fut un militaire français et gouverneur du Comté de Laval en 1585.

## Biographie

### Famille
Louis de Montecler était un membre de la famille de Montecler originaire de l'Anjou. Il est le fils cadet de Jehan de Montecler et de Béatrix de Jonchères. Il épousa en 1568 Renée Nepveu, dame de Charné qui lui apporta la seigneurie de Launai-Péan. Il est le père de deux enfants : une fille Renée, et un fils Urbain de Montecler, chevalier de l'ordre du roi, capitaine de 50 hommes d'armes, baron de Charnay, vicomte de Raveton, marquis de Montecler par lettres de 1616.

### Carrière militaire
En 1569, Louis de Montecler donnait quittance de ses gages de « guidon de la compagnie de 50 hommes d'armes des ordonnances du roi sous la charge de Monsieur de Chavigny (François Le Roy).
En 1571, il est enseigne de la compagnie de 50 lances des ordonnances du roi dans la même compagnie, et porte la qualité de chevalier de l'ordre du roi.
La compagnie à laquelle appartenait Louis de Montecler prit part au siège de la Rochelle et se trouvait en 1574 en Poitou où le duc de Montpensier combattait les huguenots et en janvier 1575 au siège de Lusignan.
Après le siège de Lusignan, la compagnie de François Le Roy ayant été licenciée, Louis de Montecler revient dans ses foyers.
Il est nommé gouverneur du comté de Laval en 1585.
Catholique convaincu, mais fidèle au roi, il maintient les Lavallois dans l'obéissance à la seule autorité du roi de France Henri III de France. Il reçut pour cela en mai 1588 les compliments du roi.
Mais après l'assassinat du duc de Guise, la ville de Laval ne tarda pas à se mettre du parti de l'Union et il ne fit rien cette fois pour empêcher la population lavalloise, ardemment catholique, de se déclarer pour la Ligue.
Lorsque la ville de Laval fut remise entre les mains d'Henri IV, le roi de Navarre nomma Louis de Monteclerc gouverneur (sans doute un gage que Henri IV donnait aux catholiques du Bas-Maine, d'après le marquis de Beauchesne auteur d'une biographie de Louis de Monteclerc).
Il meurt vers 1600, et a pour successeur, comme gouverneur du Comté de Laval, René de Bouillé.

## Décoration
- Chevalier de l'ordre de Saint-Michel[1].